# Comuna Pechea, Galați
Pechea este o comună în județul Galați, Moldova, România, formată din satele Lupele și Pechea (reședința). Conform recensămîntului din 2011, are o populație de 10.152 de locuitori.

## Etimologie
Numele Pechea provine din limba turcă și înseamnă "apă bună".

## Așezarea
Comuna Pechea este situată în partea de sud a județului Galați, la 34 km. nord-vest de municipiul Galați. Comuna este înconjurată la est și vest de dealuri de înălțimi mici despărțite între ele de valea formată de râului Suhurlui.
Ea se învecinează la nord cu comunele Costache Negri și Rediu, la vest, cu Grivița și Liești; la sud, cu Slobozia Conachi și Cuza Vodă, iar la est cu Smârdan.
Din punct de vedere morfologic, așezarea are structura aglomerată, cu case așezate una lângă alta, având ieșire fie la șosea, fie in ulițele perpendiculare pe șosea. Ulițele sunt înguste, fără aliniere. Pechea este o așezare tipică fostelor sate de clăcași cărora boierii le-au atribuit loturi de casă, pe care abia puteau să-și ridice casa și anexele gospodărești. Din această cauză loturile de folosință din spatele casei erau mici.
Din punct de vedere teritorial-administrativ, Pechea este centru de comună și are un sat component-Lupele, situat în Valea Lozovei, la 7 km nord-est.

## Demografie
Componența etnică a comunei Pechea
     Români (93,16%)
     Alte etnii (6,84%)
Componența confesională a comunei Pechea
     Ortodocși (93,32%)
     Alte religii (0,25%)
     Necunoscută (6,42%)
Conform recensământului efectuat în 2021, populația comunei Pechea se ridică la 10.197 de locuitori, în creștere față de recensământul anterior din 2011, când fuseseră înregistrați 10.152 de locuitori. Majoritatea locuitorilor sunt români (93,16%). Din punct de vedere confesional, majoritatea locuitorilor sunt ortodocși (93,32%), iar pentru 6,42% nu se cunoaște apartenența confesională.

## Istorie
Satul a fost atestat documentar la 2 iunie 1521. Se spune că numele localității provine de la onomasticul Bechea sau Peche, în hrisov, apărând sub forma „un loc pustiu situat mai sus de Bechea”. Localitatea s-a format de-o parte și de alta, a râului Suhurlui care, practic a fost şi este „izvorul vieţii” în acest loc situat la răscruce de drumuri. În anul 1929, în componența comunei, sunt cuprinse și satele Slobozia Conachi, Izvoarele și Cuza Vodă, iar în anul 1931, comuna rămâne doar cu satul de reședință cu același nume.
În anul 1950, comuna a fost arondată raionului Galați din regiunea Galați, iar în anul 1968, comuna a fost transferată la județul Galați.

## Politică și administrație
Comuna Pechea este administrată de un primar și un consiliu local compus din 17 consilieri. Primarul, Mihăiță Mâncilă[*], de la Partidul Social Democrat, este în funcție din 2016. Începând cu alegerile locale din 2024, consiliul local are următoarea componență pe partide politice:
|  | Partid                          | Consilieri | Componența Consiliului | Componența Consiliului | Componența Consiliului | Componența Consiliului | Componența Consiliului | Componența Consiliului | Componența Consiliului | Componența Consiliului | Componența Consiliului |
|  | ------------------------------- | ---------- | ---------------------- | ---------------------- | ---------------------- | ---------------------- | ---------------------- | ---------------------- | ---------------------- | ---------------------- | ---------------------- |
|  | Partidul Social Democrat        | 9          |                        |                        |                        |                        |                        |                        |                        |                        |                        |
|  | Partidul Național Liberal       | 5          |                        |                        |                        |                        |                        |                        |                        |                        |                        |
|  | Partidul Puterii Umaniste       | 2          |                        |                        |                        |                        |                        |                        |                        |                        |                        |
|  | Alianța pentru Unirea Românilor | 1          |                        |                        |                        |                        |                        |                        |                        |                        |                        |

## Apele
Comuna este strabatuta de râul Suhurlui care transportă cantitați foarte mici de apa,cu excepția zilelor bogate in ploi torențiale cand apele pârâului ies din matca. Râul trece prin centrul comunelor Pechea, Slobozia Conachi, Piscu si se varsă in Siret.

## Solul
Solul este favorabil culturilor cerealiere, viticulturii și pomiculturii. În cuprinsul localității se întâlnesc forme variate de relief și microclimat, ceea ce a făcut ca solurile să fie variate, oferind bune condiții de dezvoltare tuturor culturilor.Solul este variat:de la brun roșcat de pădure până la cernoziom.

## Vegetația
Vegetația naturală este specifică zonei de stepă cu coline arse de soare în timpul verii, bătute de crivățul aspru in timpul iernii. Vegetația variază în funcție de formele de relief. Pe vale se întâlnește o vegetație specifică malurilor apelor curgătoare: salcia alburie, pipirigul, cucuta de apă, crinul de baltă etc.Coastele sunt acoperite cu plantații de salcâm.

## Fauna
Fauna cuprinde o bogată și variată încrengătură de insecte: lăcuste, cosași, greieri, călugărițe; păsări: vrabia de casă, prepelița, graurul, cioara, coțofana, cucul, fazan; rozătoare: popândăul,  șoarecele de câmp etc. În păduri se întâlnesc: vulpea, porcul mistreț, căprioara ș.a.

## Personalități din Pechea
- Lucian Bute
- Steluța Luca (n. 1975), sportivă de performanță
- Cristian Ciocan